# Guerre croato-ungheresi-veneziane
Le guerre croato-ungheresi-veneziane furono una serie di numerosi conflitti medievali e campagne navali condotte per il controllo della costa nord-orientale del mare Adriatico tra la Repubblica di Venezia e il Principato di Croazia, diventato successivamente Regno di Croazia, e poi unito al Regno di Ungheria. Il regno balcanico era alleato dei nemici veneziani: i Narentani e i Croati di Zaclumia nel sud e le famiglie feudali tedesche della penisola istriana. I primi scontri si verificarono già nel VII secolo per continuare e intensificarsi nell'XI.
Attorno all'anno 1000 i Veneziani affermarono la loro egemonia nell'Adriatico guidati dal Doge Pietro Orseolo II. La Serenissima conquistò le città costiere e riuscì a impossessarsi delle città del thema bizantino della Dalmathia assegnati dall'imperatore bizantino Basilio II al nascente Regno di Croazia dove i figli di Stjepan Držislav si stavano contendendo il trono.
Durante il XII secolo, il Regno di Croazia si unì con il Regno di Ungheria e i re croato-ungheresi Colomanno e Béla II riuscirono a riconquistare buona parte del territorio della Dalmazia che ripassò sotto la Serenissima durante la quarta crociata organizzata dal Doge Enrico Dandolo e la situazione restò tale fino al 1358.
Quando Luigi I d'Ungheria decise di espellere i veneziani dal suo paese, diede avvio a una guerra negli anni 1356-1358 e nonostante la sua sconfitta costrinse i Veneziani a ritirarsi dalla Dalmazia. Il trattato di Zara fu firmato il 18 febbraio 1358 e l'intera Dalmazia meridionale passò sotto il Regno di Ungheria.
Nel 1409 la Repubblica di Venezia sfruttò l'opportunità che vedeva in guerra i contendenti al trono di Ungheria e acquistò la Dalmazia per 100 000 ducati da Ladislao di Napoli, creando la Dalmazia veneta.
Nel 1411 Sigismondo volle la restituzione delle terre cedute da Ladislao e dette inizio alla guerra ungherese-veneziana ma venne sconfitto. Qualche anno dopo il Pariarca di Aquileia assieme a diversi alleati attaccò la Repubblica di Venezia ma venne sconfitto e i veneti occuparono il Friuli e il Cadore.
Nel 1500 comparvero nell'Adriatico i pirati Uscocchi che avevano un piccolo lembo di terra che faceva parte del territorio asburgico, la Serenissima li sconfisse con la guerra di Gradisca (o guerra Uscocca).

## Preludio
I conflitti tra veneziani e croati, così come altre tribù slave sulla costa adriatica particolarmente con i Narentani, iniziarono molto presto. Tali popolazioni commettevano atti di pirateria e razzia sulle coste venete e i veneziani avevano l'esigenza di trasportare in sicurezza le merci attraverso le proprie mude e senza pagare dazio a nessuno.

## Prima guerra (IX secolo)

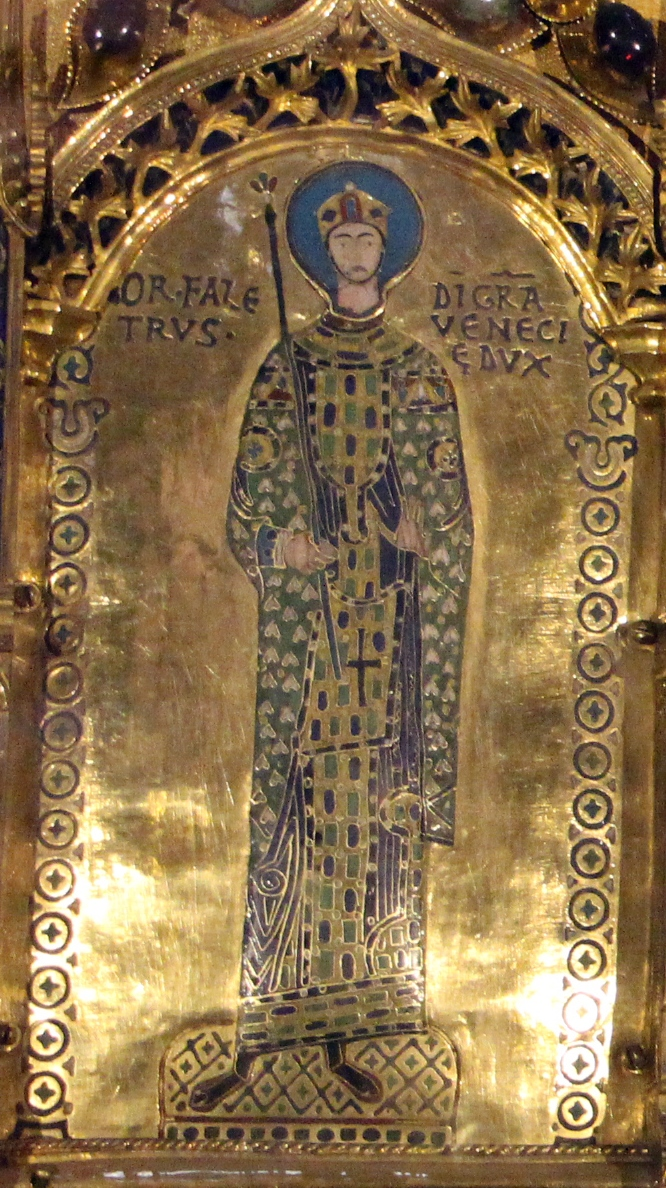
Doge Ordelaffo Falier raffigurato nella pala d'oro della Basilica di San Marco Venezia

A partire dal'820 i pirati Narentani saccheggiano le città dell'Istria minacciando di arrivare fino a Grado. Nell'829 il doge veneziano Giovanni I Partecipazio armò 30 galee e combatté la prima guerra contro i narentani sconfiggendoli e concludendo un trattato di pace nell'830 dove prese possesso dell'isola di Veglia. I narentani cambiavano spesso principe e quindi si sapeva che i trattati di pace non potevano durare a lungo.

## Seconda guerra (IX secolo)
Qualche anno dopo scoppiò la seconda guerra a cui seguì un nuovo trattato di pace nell'839 tra il doge Pietro Tradonico e il duca Mislav di Croazia assieme al principe Družak (Drosaico) dei Narentani. I veneziani erano in guerra contro i Saraceni e contro i Narentani allo stesso tempo. Le ostilità occasionali ricominciarono successivamente e si ripeterono più volte negli anni a venire. Nell'846 i Narentani approfittando della sconfitta veneziana contro i Saraceni partirono e saccheggiarono la città veneziana di Caorle.

## Terza guerra (IX secolo)
Nell'864 il duca croato Domagoj salì al trono. Il cronista Giovanni il Diacono scrisse che Domagoj era pessimus Sclavorum dux (il peggior duca degli slavi), a causa delle numerose guerre contro Venezia spingendo sulla pirateria.
Il doge Orso I Partecipazio attaccò e sbaragliò i pirati Narentani che si rifugiavano nelle isole di Brazza, Lesina e Curzola nell'865 e imponendo un altro accordo di pace che assicurava il passaggio sicuro delle navi veneziane nel Mare Adriatico.

## Quarta guerra (IX secolo)
Nell'871 o 872 scoppiò una nuova intensa guerra commerciale-navale sul mare tra croati e veneziani, che terminò dopo la morte di Domagoj.
Una delle battaglie decisive per il dominio nel mare Adriatico in quel periodo avvenne il 18 settembre 887 tra Narentani e Veneziani a Macarsca. Il doge Pietro I Candiano guidò personalmente la sua flotta ma fu sconfitto e morì in battaglia a Puntamika nei pressi di Zara.
Dopo la morte di Pietro Candiano, i veneziani iniziarono a pagare croati e narentani un tributo annuale per il diritto di navigare e commerciare nell'Adriatico.
Tra l'887 e il 948 non vi fu nessun conflitto tra veneziani e croati.

## Quinta guerra (X secolo)
Nel 948 il doge Pietro III Candiano lanciò una nuova campagna militare per combattere i Narentani. Salparono 33 navi comandate da Orso Badoario e Pietro Rusolo ma vennero sconfitti. Venne stipulato un nuovo trattato di pace che obbligò la Repubblica di Venezia a pagare un dazio per il passaggio delle merci per i successivi 50 anni.
Questa situazione durò fino alla fine del X secolo.

## Sesta guerra (XI secolo)
Arrivato al potere, il doge Pietro II Orseolo iniziò il periodo di espansione a sud-est di Venezia, rifiutando di pagare dazio ai croati e ricominciando la guerra. Dopo la morte del re Stjepan Držislav nel 997, il Regno di Croazia entrò in un periodo di guerra civile scoppiata tra i suoi tre figli per la successione al trono. I veneziani ne approfitarono venendo chiamati in aiuto dalle città dalmate. La flotta prese il controllo delle città e delle isole croate del thema della Dalmazia. In particolare Veglia fu affidata al Conte Dario Frangipane e rimase fedele alla Serenissima fino alla metà del XIII secolo.
La flotta veneziana guidata da Pietro Orseolo II riuscì a conquistare le città costiere da Arbe nel nord fino a Ragusa nel sud, assieme alle isole di Lissa, Lagosta e Curzola. Il conflitto più sanguinoso fu l'Assedio di Lagosta nell'anno 1000 dove la città fu completamente distrutta e i sopravvissuti furono risparmiati dai veneziani vincitori del conflitto. In memoria di tale successo venne istituita a Venezia la Festa della Sensa che si celebra ancora oggi. Da tale momenti i Narentani non costituirono più una minaccia per Venezia.
Nel 1002 Pietro Orseolo II venne riconosciuto "Dux Veneticorum et Dalmatinorum" dall'Imperatore Enrico II e dal 1085 venne riconosciuto anche dall'imperatore bizantino Alessio Comneno il quale aveva bisogno del prezioso aiuto veneziano nella guerra contro i Normanni.

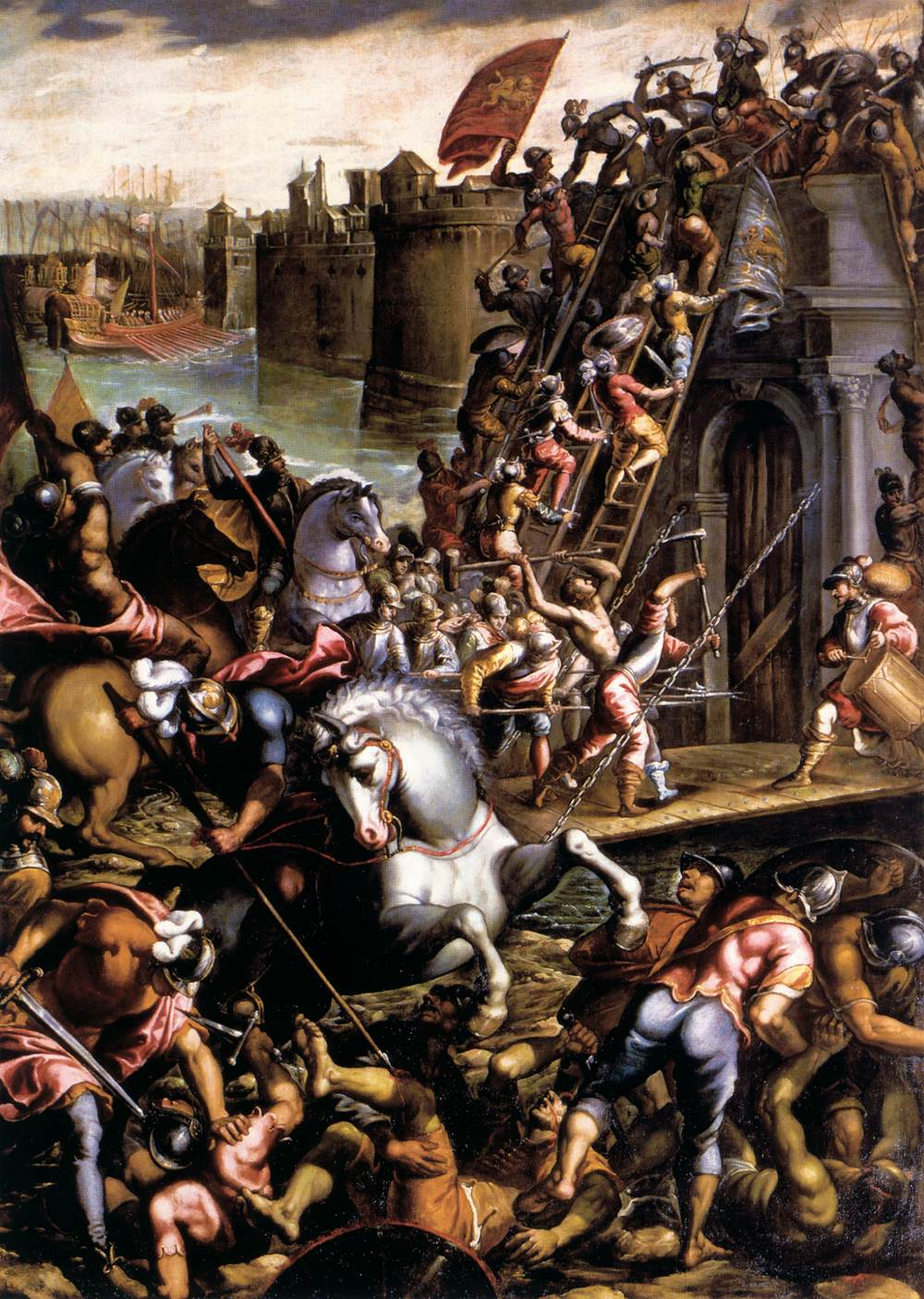
Raffigurazione dell'assedio di Zara fatta da Andrea Vicentino

## Settima guerra (XI secolo)
Nella seconda metà dell'XI secolo Zara cacciò il conte veneziano Orso Giustinian e si consegnò a Pietro Cresimiro re di Croazia che si autoproclamò Re di Croazia e Dalmazia. Il doge Domenico I Contarini riconquistò velocemente la città e vi lasciò in governo il figlio Marco.

## Ottava guerra (XII secolo) - Regno di Croazia e Ungheria
Nel 1095 fu proclamato il nuovo re di Ungheria Colomanno che due anni dopo unificò la corona con il Regno di Croazia. Nel 1105 lanciò una guerra contro i veneziani e riprese la costa adriatica nord-orientale. Nel 1108 Colomanno si proclamò anche Re di Dalmazia. Colomanno morì e la guerra fu continuata da Stefano II d'Ungheria. I Veneziani non poterono subito intervenire in quanto impegnati nelle guerre bizantino-normanne. Dieci anni dopo, il doge Ordelaffo Falier riuscì a riconquistare buona parte della zona contesa, compreso Zara e molte altre città, autoproclamandosi Doge di Venezia di Dalmazia e di Croazia, ma perse la vita in una battaglia davanti a Zara. Fu quindi concluso un nuovo trattato di pace, secondo il quale Zara rimaneva veneziana, mentre Zaravecchia, Sebenico, Traù e Spalato rimasero nel Regno di Croazia-Ungheria.

## Nona guerra (XII secolo)
Nel 1125 fu intrapresa una nuova campagna militare veneziana e il doge Domenico Michiel partì con 40 galee assediando Corfù, Chio, Lesbo, Rodi e sconfiggendo i saraceni in Terra santa. Una volta stabilite le basi per il commercio veneziano in medio Oriente la flotta rientrò nell'Adriatico mentre arrivò la notizia che Stefano II d'Ungheria aveva conquistato le città di Spalato e Traù mentre fu respinto a Zara. I veneziani attaccarono e ripresero Sebenico, Spalato, Traù mentre fu rasa al suolo la fortezza di Zaravecchia.

## Decima guerra e quarta crociata (XII secolo)

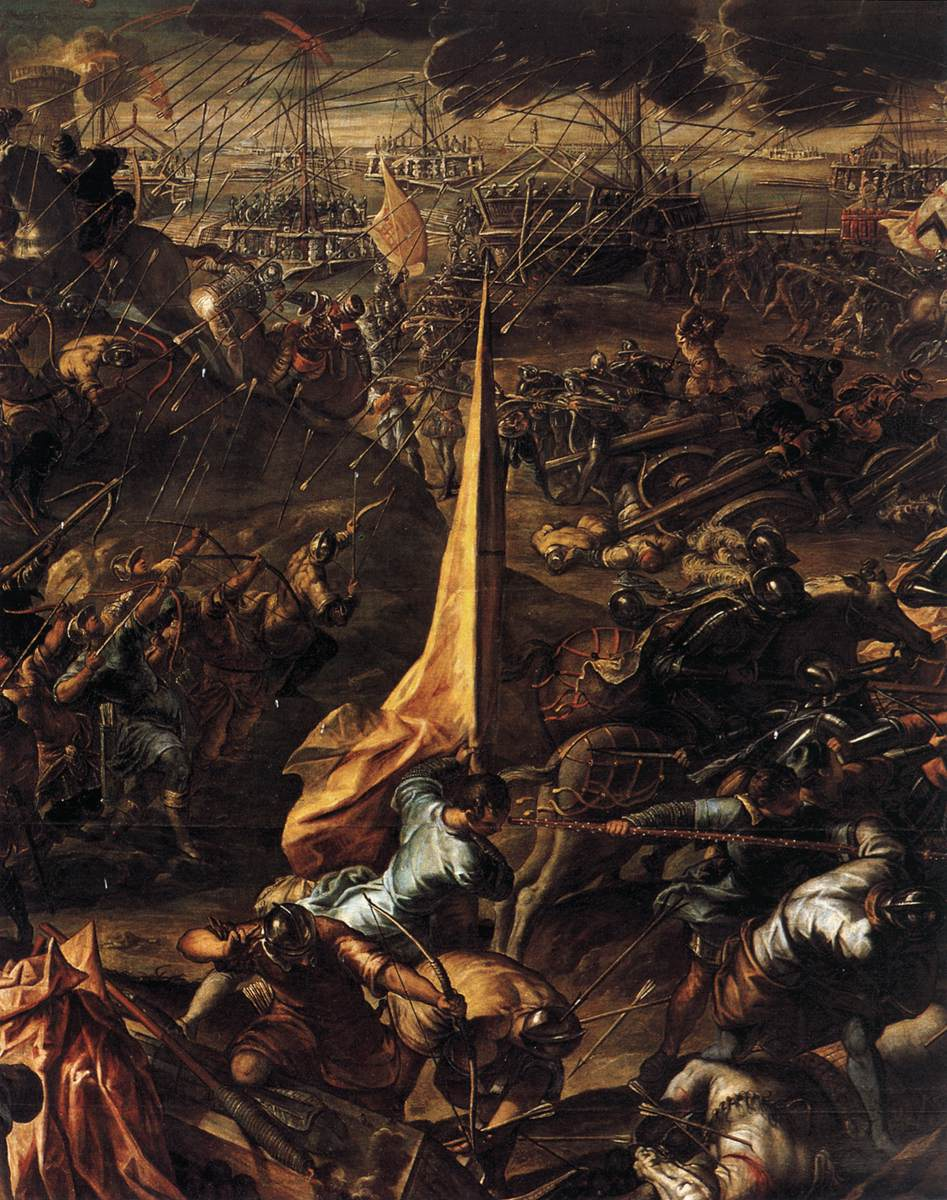
La vittoria dell'esercito veneziano a Zara contro gli Croati - Jacopo Tintoretto - Palazzo Ducale Venezia

Nel 1183 la città di Zara si ribellò e si diede al re Ungherese Béla III il quale prese anche l'intera area tra i fiumi Cherca e Narenta. Il Doge Orio Mastropiero organizzò una campagna navale assediando Zara senza successo; tuttavia, si limitò alla presa di Traù, Pago e altre isole minori.

### Cattura di Zara nel 1202
Nel 1193 fu eletto nuovo doge Enrico Dandolo. Egli pianificò l'assedio di Zara, stipulando un accordo tra i crociati e la Repubblica di Venezia in cambio del trasporto via mare verso la Terrasanta. Come merce di scambio i veneziani proposero ai crociati di aiutarli a catturare Zara, campo di battaglia perenne tra Venezia e il Regno di Croazia e Ungheria.
Sebbene molti crociati si fossero rifiutati di prendere parte all'assedio in quanto era una città cattolica, l'attacco iniziò nel novembre 1202. Dopo aspri combattimenti, Zara cadde il 24 novembre e i veneziani e i crociati saccheggiarono la città. Dopo aver trascorso l'inverno a Zara, i crociati continuarono il loro viaggio per la quarta crociata nei primi giorni di primavera.
Con la quarta crociata anche la Repubblica di Ragusa cadde sotto dominio veneziano..

## Periodo compreso tra il 1203 e il 1358
Durante il periodo veneziano a Zara nel XIII secolo e nella prima metà del XIV, i cittadini si ribellarono più volte fomentati dal sostegno dei re croato-ungheresi. Vi furono diverse rivolte le cui principali avvennero nel 1242, 1247, 1311 e 1345-1346.
Nel nord della Croazia, i veneziani avevano conquistato l'Istria occidentale e meridionale già dal XIII e XIV secolo, dopo vari interventi militari nelle principali città: a Pola nel 1148, 1243, 1267, 1331 e 1397; a Rovigno nel 1283, a Parenzo nel 1354, a Cittanova nel 1270 e 1358, a Umago nel 1269 e 1370. Venezia voleva da sempre prendere anche l'Istria centrale e orientale ma non riuscì a ottenere il controllo sulla zona di Pisino e sulla costa orientale della penisola (ci riuscirà solamente nel 1420) nonostante gli scontri militari con i feudatari tedeschi, la cui sede era nel castello di Montecuccoli. Sebbene la popolazione locale fosse principalmente croata, i proprietari feudali erano di origine tedesca e portavano il titolo di Marchesi dell'Istria.

## Undicesima guerra (XIV secolo)
Nel 1342 Luigi I d'Ungheria, Re di Croazia e d'Ungheria, condusse la cacciata dei veneziani dall'area dell'Adriatico nord-orientale diventando presto uno dei principali obiettivi della sua politica estera. Inoltre nel 1346 tentò di aiutare i cittadini di Zara durante l'assedio veneziano, ma venne sconfitto. Nell'estate del 1356 lanciò una grande campagna militare e attaccò tutti i territori veneziani. Inoltre si alleò con il Duca d'Austria, con i conti di Gorizia, con il Patriarca d'Aquileia e il signore padovano Francesco da Carrara. Nel giro di un anno e mezzo, gli eserciti ungheresi entrarono a Zara, Spalato, Traù, Sebenico e altre città costiere croate. Nel trattato di Zara, che fu firmato il 18 febbraio 1358 nel monastero di San Francesco, la Repubblica di Venezia rinunciò a tutte le città e isole della Dalmazia tra il Golfo del Quarnaro e la città di Durazzo (nell'odierna Albania) a favore del re.

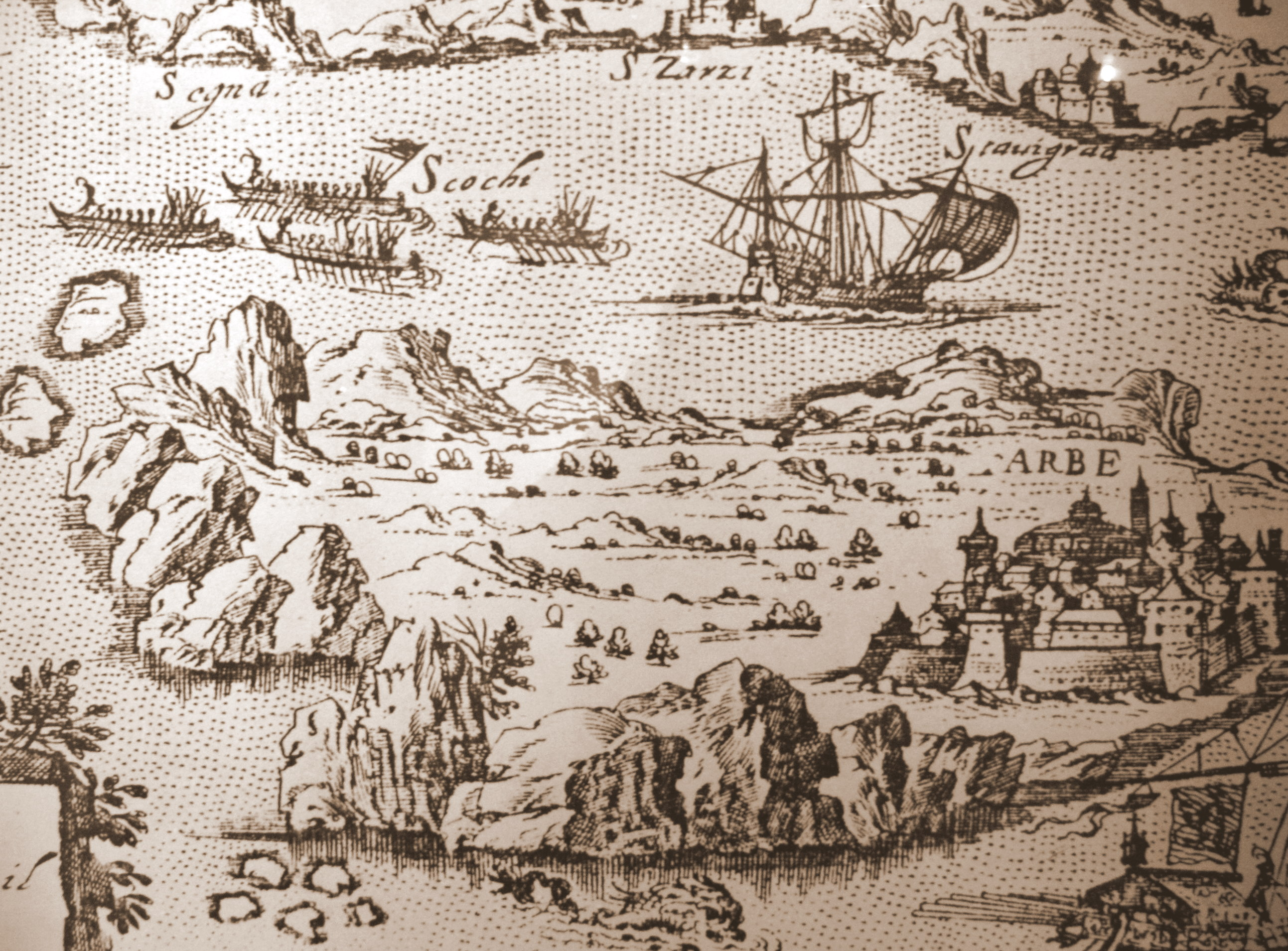
Gli Uscocchi mentre attaccano una galea veneziana durante la guerra di Gradisca

## Dodicesima guerra (XIV secolo)
Nel 1377 scoppiò la quarta guerra veneziano-genovese. La Repubblica Ligure creò un'alleanza con il Regno di Ungheria, il Ducato d'Austria, il Patriarcato di Aquileia e i Carraresi del Comune di Padova.
La guerra si concluse con la vittoria veneziana nella Guerra di Chioggia. La Serenissima era però stremata finanziariamente e durante la Pace di Torino del 1381 accettò la consegna dell'intera Dalmazia al re Luigi I d'Ungheria.

## Periodo compreso tra il 1381 e il 1411

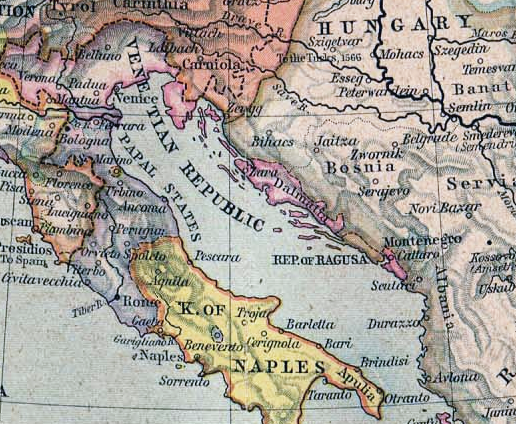
Dalmazia Veneta nel 1560

Nel 1405 la Repubblica di Venezia spostò la sua politica di espansione un po' più a sud con il Principato di Zeta, nell'attuale Montenegro. Vi furono una prima guerra (1405-1413) e una seconda guerra (1419-1423): la Serenissima conservò il controllo della città strategica di Scutari e delle Bocche di Cattaro.
In seguito alla guerra di successione dinastica ungherese alla fine del XIV e all'inizio del XV secolo e al conseguente conflitto per la corona tra Sigismondo di Lussemburgo e Ladislao di Napoli, quest'ultimo vendette nel 1409 i suoi diritti sulla Dalmazia alla Repubblica di Venezia per la somma di 100 000 ducati. Ciò portò alla formazione della Dalmazia veneziana.

## Tredicesima guerra (XV secolo)
Nel 1411 Sigismondo, nominato Re dei Romani, volle riappropriarsi dei territori venduti alla Serenissima da Ladislao e passò all'attacco invadendo il Patriarcato di Aquileia suo alleato. La guerra si svolse soprattutto nel Veneto Orientale e in Friuli, dove Sigismondo venne sconfitto a Motta di Livenza. Le parti stipularono una tregua di cinque anni nel 1413.

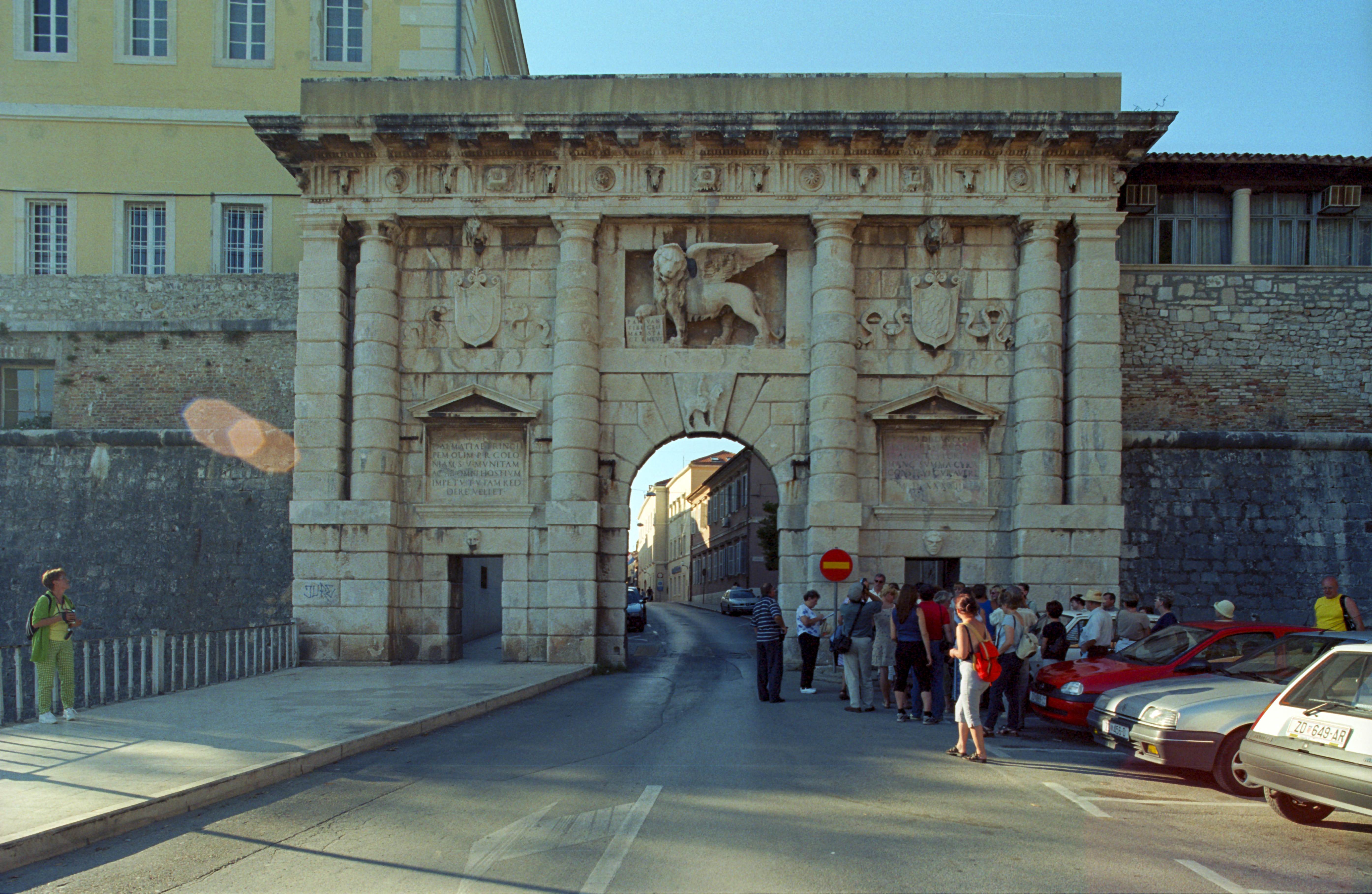
Porta di terraferma della Città di Zara. Fortificazioni costruite dai veneziani

## Quattordicesima guerra (XV secolo)
Nel 1418 il nuovo patriarca d'Aquileia, Ludovico di Teck, strinse un'alleanza con il Regno di Croazia-Ungheria, il Conte di Gorizia e i Carraresi e attaccò la Repubblica di Venezia. I Veneziani durante la battaglia di Cividale riuscirono a sconfiggere gli assalitori prendendo in ostaggio in conte Enrico V di Gorizia che fu liberato dietro pagamento di riscatto. Nel 1420 il Capitano del Golfo Pietro Loredan salpò con quindici galee verso la Dalmazia e riprese Traù, Cattaro, Curzola, Spalato, Scutari e tutta la Dalmazia che compose lo Stato da Mar fino alla caduta della Repubblica.
Ludovico di Teck fuggì in Ungheria e i veneziani occuparono buona parte del Friuli e il Cadore.

## Quindicesima guerra (XVI secolo) - Guerra di Gradisca
Nel 1500 comparvero gli Uscocchi, una popolazione croata di base a Clissa e successivamente a Segna. Tale popolazione si era spostata sulle coste fuggendo dall'avanzata dell'Impero Ottomano. Segna era parte dell'Arciducato d'Austria degli Asburgo e gli Uscocchi compivano atti di pirateria nell'Adriatico.
Nel 1615 con la Guerra di Gradisca la Repubblica di Venezia decise di intervenire e durante l'assedio di Segna si trovò a combattere sia gli Uscocchi sia le truppe asburgiche. La guerra con l'Austria si concluse con un nulla di fatto con l'eccezione della presa di Segna da parte dei veneziani e la definitiva cacciata degli Uscocchi dal mare Adriatico.

## Conseguenze
La situazione negli anni a venire restò stabile, i Veneziani erano padroni di tutta la Dalmazia rinominata Dalmazia Veneta all'interno dello Stato da Mar. Con la Dalmazia, l'Albania Veneta e le isole Ionie, la Serenissima era padrona del mare Adriatico.
Nel XV secolo i conflitti tra Venezia e gli stati balcanici scemarono in seguito a una nuova minaccia che arrivò da est: il potente impero ottomano.
La costa dalmata divenne teatro di guerra durante le guerre turco-veneziane e successivamente con le guerre ottomano-asburgiche.